# Тарлык (Омская область)
Тарлык — деревня в Любинском районе Омской области, в составе Большаковского сельского поселения .

## География
Расположено в 12 км к северо-востоку от села Большаковка.

## История
Основана в 1908 году, немцами переселенцами из Поволжья. Названа по р. Тарлык. До 1917 года лютеранское село Бекишевской волости Тюкалинского уезда Тобольской губернии. С 1930 по 1954 гг. центр Тарлыкского сельсовета.

## Население
| год     | 1912 | 1920 | 1926 | 1970 | 1979 | 1989 | 2010 |
| ------- | ---- | ---- | ---- | ---- | ---- | ---- | ---- |
| человек | 150  | 415  | 434  | 594  | 420  | 355  | 234  |